# Ганибу дамбис
Га́нибу да́мбис (латыш. Ganību dambis, дословно Выгонная дамба) — магистральная улица в Северном районе города Риги, проходящая по территории микрорайонов Петерсала-Андрейсала, Скансте и Саркандаугава.
Является продолжением улицы Пулквежа Бриежа; начинается от перекрёстка с улицей Петерсалас и заканчивается развязкой с улицами Дунтес, Твайка и Тилта.
На всём протяжении имеет 4 полосы движения (по 2 в каждом направлении). Общая длина улицы составляет 2926 метров.

## История
По одной из версий, дамба была устроена ещё в XVI веке, пролегая по городским пастбищам до Саркандаугавы. По другой версии, дамбу насыпали и обсадили деревьями только после завоевания Риги Петром Великим (1710). Первоначально насыпь была довольно высокой, однако в последующем, после масштабных работ по повышению уровня окрестных территорий, насыпь визуально исчезла.
В первой половине XIX века участок от улицы Петерсалас до Саркандаугавы получил официальное название Вторая Выгонная дамба. Современное название носит с 1923 года.

## Прилегающие улицы
Ганибу дамбис пересекается со следующими улицами:
- Улица Петерсалас
- Улица Лугажу
- Улица Букулту
- Улица Ранкас
- Улица Саремас
- Улица Рамулю
- Улица Дамбья
- Улица Уриекстес
- Улица Твайка
- Улица Дунтес
- Улица Тилта

## Основные объекты
- д. 5 — посольство Китайской Народной Республики.
- д. 7 — здание бизнес-центра «Ganību dambis» (1913 г.).
- д. 17А  — трест «Оргтехстрой».
- д. 21А — Рижский опытный завод цветного литья (ныне АО Krāsainie lējumi)[4].
- д. 24 — завод "Коммутатор", ныне АО "Дамбис"[5] (весь квартал начиная от ул. Букулту).
- д. 26 А  — Рижский НИИ радиоизотопного приборостроения.
- д. 32 — 1-й троллейбусный парк
- д. 36 — Рижский дизелестроительный завод[6]
- д. 38 — лабораторный корпус Рижского дизелестроительного завода, построен в 1988 году и является примером постмодернистской архитектуры в Риге. Архитекторы Виктор Римша, Эдуард Гейер, Леонид Дорфман, главный инженер проекта А. Зайчик, конструкторы Леонид Гуревич, А. Муцениекс, при участии   специалистов из Гипротяжмаша[7].
- д. 53 — Рижский электромашиностроительный завод (РЭЗ; латыш. Rīgas elektromašīnbūves rūpnīca, RER)